# Barbourisia rufa
Barbourisia rufa ist ein seltener Tiefseefisch aus der Ordnung der Schleimkopfartigen (Beryciformes). Der 39 Zentimeter lang werdende Fisch lebt juvenil mesopelagisch, als ausgewachsenes Tier benthopelagisch in den tropischen und gemäßigten Regionen aller Weltmeere. Vermutlich ernährt er sich von Krebstieren. Die Gattung und die Familie sind zu Ehren des US-amerikanischen Zoologen Thomas Barbour (1884–1946) benannt.

## Merkmale
Barbourisia rufa hat einen großen Kopf und ein großes, weit hinter die kleinen Augen reichendes Maul. Die Zähne sind klein und stehen in bandförmiger Anordnung sehr dicht in beiden Kiefern. Der Körper ist weich und schwammig und von kleinen, mit einem mittigen Dorn versehenen Schuppen bedeckt, die der Hautoberfläche ein samtartiges Aussehen geben.
Das Seitenlinienorgan ist gut entwickelt und erstreckt sich als breites, mit Poren versehenes und von unter der Haut befindlichen Schuppen geschütztes Band entlang des Körpers. Die Fische sind leuchtend orangerot gefärbt. Leuchtorgane sind nicht vorhanden.
Die Flossen besitzen keine Hartstrahlen. Rücken- und Afterflosse stehen sich symmetrisch gegenüber, weit hinten am Körper. Brust- und Bauchflossen sind sehr klein.
Flossenformel: Dorsale 19–22, Anale 15–18, Pectorale 13–14, Ventrale 6, Caudale 19